# Yrjö Sakari Yrjö-Koskinen

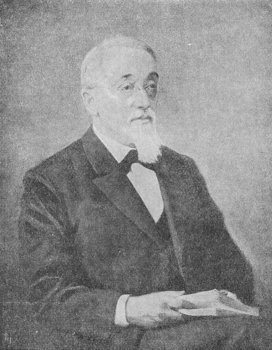
Yrjö Koskinen

Yrjö Sakari Yrjö-Koskinen, właśc. Georg Zacharias Forsman (ur. 1830 w Vaasa, zm. 13 listopada 1903 w Helsinkach) – fiński polityk i historyk.
W latach 1863–1882 był profesorem uniwersytetu w Helsinkach, 1869-1872 napisał Suomen kansan historia (Fińską Historię Narodową) - pierwszą kompleksową pracę o historii Finlandii w języku fińskim. Otrzymał tytuł barona. W latach 70. został przywódcą Stronnictwa Fennomanów, walczył o zwiększenie roli języka fińskiego w życiu publicznym, 1882-1899 był członkiem fińskiego Senatu (tj. rządu), którego 1890-1899 był przewodniczącym. W okresie wdrożonej rusyfikacji Finlandii, w 1898 Stronnictwo Fennomanów podzieliła się na konstytucyjnych Młodych Finów (Nuorsuomalainen Puolue), którzy w biernym oporze sprzeciwiali się uchyleniu przez Rosjan fińskiej konstytucji, i na ugodowy wobec rosyjskich władz odłam Starych Finów (Vanhasuomalaiset Puoloe) na czele z Yrjö-Koskinenem.